# Epanaphe vuilleti
Epanaphe vuilleti är en fjärilsart som beskrevs av Joannis 1907. Epanaphe vuilleti ingår i släktet Epanaphe och familjen tandspinnare. Inga underarter finns listade i Catalogue of Life.